# St.-Josef-Kirche (Cloppenburg)

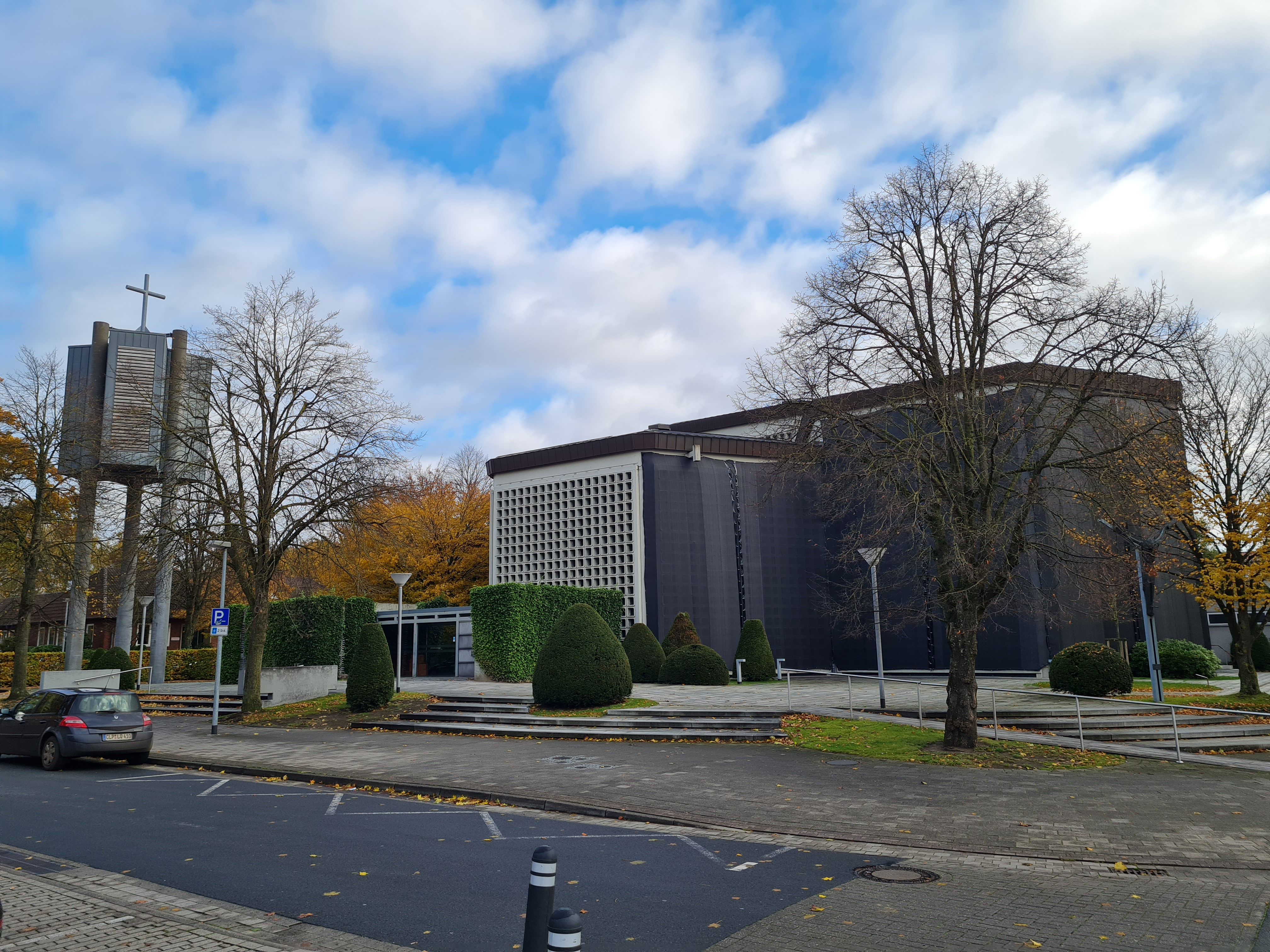
St. Josef (katholische Kirche)

Die St.-Josef-Kirche in Cloppenburg ist eine katholische Kirche, die 1966 bis 1968 erbaut wurde. Sie gehört zur Kirchengemeinde St. Andreas.

## Geschichte
Im frühen Mittelalter gab es nahe der Burg Cloppenburg eine Stadtkapelle zum hl. Josef. Sie wurde im Dreißigjährigen Krieg zerstört. 1669 wurde ein Neubau errichtet mit einer Kapelle im Untergeschoss. Als die Kapelle zu klein und baufällig wurde, baute man von 1889 bis 1892 an der Osterstraße eine neugotische Hallenkirche. Diese wurde vom Architekt Hilger Hertel der Jüngere geplant und gebaut. 1966 bis 1968 wurde die heutige Kirche nach Plänen des Architekten Martin Nemann aus Bad Iburg errichtet. Der Vorgängerbau wurde nach Fertigstellung und Weihung der neuen Kirche 1973 abgerissen. 2018 wurde die Kirche zur ersten Jugendkirche im Oldenburger Land umgebaut.

## Gebäude und Inneres
Die St.-Josef-Kirche ist ein moderner geosteter vierfacher Sechseckbau unterschiedlicher Höhe. Sie bot Platz für ca. 600 Personen. 2018 wurden die Kirchenbänke durch Stühle ersetzt. Beim Betreten der Kirche kommt man zunächst in die Josef-Kapelle mit einem Bronzerelief des Schutzpatrons der Kirche. Im lichtdurchfluteten offenen Kirchenraum fallen die Waben-Glasfenster mit hellen und dunklen Grautönen auf, die in ihrer Aufteilung an die Berliner Kaiser-Wilhelm-Gedächtniskirche erinnern. Die Innenausstattung stammt vom Bildhauer, Maler und Kalligrafen Heinrich Gerhard Bücker aus Vellern/Beckum.
Im Chorraum befindet sich eine im Durchmesser 1,80 m große runde Glasscheibe mit einem feuervergoldeten Christus-Korpus hervor. An der rechten Ostwand neben dem Chorraum befindet sich ein Bronzerelief mit Josef, Maria und dem Jesuskind. Die Madonnenplastik im hinteren Teil der Kirche zeigt die thronende Gottesmutter mit dem stehenden Jesuskind auf dem Schoß.
Der Altar, der Ambo, der Tabernakel mit den Betonstelen, das Taufbecken und der Orgelprospekt sind harmonisch abgestimmt und wurden ebenfalls vom Künstler Bücker gefertigt. Die Orgel stammt aus der Orgelbaufirma Führer in Wilhelmshaven.

## Jugendkirche
2018 wurde die Kirche für 350.000 € zur Jugendkirche umgebaut. 2⁄3 der Kosten wurden vom Kirchensteuerrat des Offizialatsbezirks bewilligt, den Rest brachte die Kirchengemeinde St. Andreas auf. Im Rahmen dieses Umbaus wurden u. a. die Kirchenbänke gegen 400 Stühle getauscht, eine Laser- und Lichtanlage eingebaut, Videoprojektoren installiert und eine konzerttaugliche Musikanlage beschafft. Zur Fertigstellung gab es ein Wochenende lang mehrere Veranstaltungen um und in der Kirche, darunter ein Konzert der Indie-Rockband Nimmer. Die St.-Josef-Kirche war 2018 die erste Jugendkirche im Oldenburger Land.

„Ich finde es klasse, dass die Kirchengemeinde St. Andreas ihre Jugendlichen nicht in Kellerräume verbannt, sondern eine komplette Kirche dafür herrichtet.“

## Glockenturm
2008 wurde im Außenbereich der Kirche ein Campanile für vier Glocken errichtet. Drei Glocken wurden neu beschafft, die vierte Glocke stammt von dem 1973 abgerissenen Vorgängerbau.